# Robert de Neubourg
Robert de Neubourg, né probablement avant 1101, mort le 30 août 1159, est un noble normand. 

## Biographie
Il est le deuxième fils d'Henri de Beaumont († 1119), 1er comte de Warwick, et de Marguerite († après 1156), fille de Geoffroy II, comte du Perche.
À la mort de son oncle Robert Ier de Meulan († 1118), le comte de Meulan et 1er comte de Leicester, il administre déjà les terres de son père en Normandie. Il revendique alors auprès du roi une part de l'honneur de son cousin le comte Galéran IV de Meulan, peut-être afin de réunir une seigneurie partagée. Sa demande étant rejetée, il prend immédiatement part à la révolte des barons normands contre Henri Ier d'Angleterre en faveur de Guillaume Cliton,. En septembre 1118, au nom de Cliton, il effectue un raid sur les domaines de son cousin. En réaction à sa rébellion, le roi fait sacquer le Neubourg en septembre de la même année. Il doit s'enfuir et se réfugier à la frontière du duché auprès de ses compagnons de rébellion.
Toutefois, à la mort de son père en 1119, il se soumet au roi et se réconcilie avec lui pour entrer en possession du patrimoine normand paternel. Les possessions anglaises de son père reviennent à son frère aîné Roger de Beaumont.
Sous le règne d'Henri II d'Angleterre, il devient vidame, sénéchal de Normandie et justicier du duché.
Il épouse Godechilde, fille de Raoul III de Tosny, qui apporte en dot une partie du fief d'Acquigny.
Pieux, il finance l'abbaye Notre-Dame du Bec, en particulier la construction presque entièrement à ses frais de la salle capitulaire entre 1140 à 1146. Après s'être présenté à la cour du Roi de France en 1158, il abandonne ses fonctions auprès du roi d'Angleterre et duc de Normandie, pour prendre la robe au Bec, abbaye à laquelle il laisse à sa mort, un mois plus tard, une partie de ses possessions.
Pour Robert de Torigny, Robert de Neubourg était « un homme éloquent, mais lent à l'action ; plus doué avec sa langue qu'avec son épée ». Orderic Vital renchérit : « il était plus fait pour le rôle de justicier que pour celui de soldat, car il était plus enclin à user de discours que d'armes »